# Funkcja ograniczona

Ilustracja funkcji ograniczonej (czerwona) i nieograniczonej (niebieska). Dla funkcji ograniczonej da się znaleźć linię poziomą, której wykres nie przekracza, a dla funkcji nieograniczonej taka linia nie istnieje.

Funkcja ograniczona – funkcja, której zbiór wartości (obraz) jest ograniczony. Pojęcie to stosuje się w teorii porządku, topologii metrycznej i analizie funkcjonalnej – dotyczy funkcji o wartościach w zbiorach skierowanych, przestrzeniach metrycznych lub liniowo-topologicznych. Funkcję, która nie jest ograniczona, nazywa się nieograniczoną.
Dla funkcji rzeczywistych ograniczenie sprowadza się do zawarcia wszystkich wartości w pewnym przedziale ograniczonym lub równoważne do ograniczenia modułu wartości funkcji.
Dla funkcji w zbiorach skierowanych definiuje się też pewne uogólnienia ograniczenia, będące jego warunkami koniecznymi. Funkcja jest:
- ograniczona z góry, jeżeli wszystkie jej wartości są mniejsze od pewnego ustalonego elementu;
- ograniczona z dołu, jeżeli wszystkie jej wartości są większe od pewnego ustalonego elementu;
- ograniczona wtedy i tylko wtedy, gdy jest jednocześnie ograniczona z góry i z dołu.

## Przykłady i własności
- Funkcje rzeczywiste {\displaystyle f(x)=x,\;g(x)=x^{2}} są nieograniczone, tak jak wszystkie wielomiany stopnia dodatniego.
- Funkcja kwadratowa {\displaystyle g(x)=x^{2}} jest jednak ograniczona z dołu; wszystkie wielomiany stopnia parzystego są ograniczone jednostronnie.
- Homografie rzeczywiste nie są ograniczone, nawet jednostronnie.
- Niektóre funkcje wymierne są ograniczone, np. rozkład Cauchy’ego.
- Pierwiastniki mogą:
  - nie być ograniczone wcale, jak pierwiastek sześcienny;
  - ograniczone jednostronnie jak pierwiastek kwadratowy;
  - ograniczone (obustronnie) jak funkcja opisująca półokrąg: {\displaystyle f(x)={\sqrt {1-x^{2}}};}
- Funkcje trygonometryczne sinus i cosinus są ograniczone – wszystkie ich wartości należą do przedziału {\displaystyle [-1,1].}
- Odległość punktów (w ogólności metryka), długość wektora (w ogólności norma) – to funkcje ograniczone z dołu przez zero, ale nie z góry.
- Długość krzywej (np. obwód figury), pole powierzchni i objętość – przykłady miar, które z definicji są ograniczone z dołu przez zero.
- Prawdopodobieństwo – miara ograniczona z dołu przez 0, z góry przez 1.

Funkcja odwrotna do ograniczonej nie musi być ograniczona; przykładowo funkcją odwrotną do arcus tangensa jest tangens obcięty do pewnego przedziału, w którym jednak nie jest ograniczony.
Twierdzenie Weierstrassa podaje warunek wystarczający na ograniczenie funkcji rzeczywistej. Mówi ono, że każda funkcja ciągła na zbiorze zwartym musi być ograniczona.

## Ciągi ograniczone
Pojęcie ograniczoności funkcji stosuje się w szczególności do ciągów punktów w przestrzeniach metrycznych i liniowo-topologicznych, na przykład do ciągów liczbowych. Podstawowe fakty:
- każdy ciąg zbieżny w takiej przestrzeni jest ograniczony[potrzebny przypis];
- ograniczone ciągi rzeczywiste tworzą przestrzeń liniową oznaczaną ℓ∞;
- lemat Bolzana-Weierstrassa mówi, że każdy rzeczywisty ciąg ograniczony ma punkty skupienia, a ich zbiór ma kresy – istnieją granice dolna i górna;
- monotoniczny ciąg ograniczony musi być zbieżny[potrzebny przypis];
- ciąg monotoniczny musi być ograniczony przynajmniej jednostronnie;
- twierdzenie o dwóch ciągach podaje warunek wystarczający na to, by ciąg nieograniczony był rozbieżny do nieskończoności;
- twierdzenie o trzech ciągach podaje warunek wystarczający na to, by ciąg ograniczony był zbieżny.